# سیارک ۱۰۱۸۸
سیارک ۱۰۱۸۸ (به انگلیسی: 10188 Yasuoyoneda، نامگذاری:1996JY) ده هزار و صد و هشتاد و هشتمین سیارک کشف شده‌است که در ۱۴ مه ۱۹۹۶ کشف شد.
قدر مطلق سیارک برابر ۱۴٫۲۰ است.